# Joan II d'Arle
Joan II (? - † 819) fou arquebisbe d'Arle que exercia ja el 811 i fins a la seva mort el 819. La darrera menció del seu antecessor Rústic és del 806 i la primera de Joan del 811.
Va ser testimoni en el testament de Carlemany (811) i l'emperador li va encomanar diverses missions entre les quals la de missus dominicus a Septimània on va presidir el concili d'Arle del 813. Fou el representant del centralisme carolingi contra l'autonomia regional de Borgonya. En el seu episcopat i davant els atacs de pirates va fortificar l'església de Saintes-Maries-de-la-Mer (vers 812).
Després de la mort de Carlemany el 28 de gener del 814, va mantenir la seva influència amb Lluís el Pietós. La ciutat d'Arle li pertanyia en plena jurisdicció. El 815 fou enviat a Ravenna per l'emperador a fi i efecte de reconciliar l'arquebisbe de Ravenna amb el Papa. El mateix any va anar de Roma a Aquisgrà com a missatger del papa Lleó II. El mes d'agost del 816 Joan II era a Reims amb Teodulf, bisbe d'Orleans, a la cort de Lluís, que va enviar als dos bisbes a acollir al nou papa Esteve IV.
Va morir segurament el 819 el primer any en què figura sobre un document el seu successor Notó d'Arle.